# 佐世保三川内インターチェンジ
佐世保三川内インターチェンジ（させぼみかわちインターチェンジ）は、長崎県佐世保市にある西九州自動車道上のインターチェンジである。佐賀県西松浦郡有田町へ向かう場合にも便利である。
本項では、ICに併設している佐世保三川内本線料金所についても記述する。

## 歴史
- 1988年（昭和63年）3月24日：開通。

## 料金所
ブース数:10
- 出入口および本線上に料金所が設置されている。
- 入口と出口では佐世保三川内～佐世保大塔または佐世保三川内～波佐見有田の料金を徴収する(通行料は変わらない)。本線料金所では波佐見有田～（佐世保三川内）～佐世保大塔の通行料を徴収する。

### 入口
- ブース数：2
  - ETC専用：1
  - 一般：1

### 出口
- ブース数：2
  - ETC専用：1
  - 一般：1

### 本線料金所（佐世保市街・佐々方面）
- ブース数：3
  - ETC専用：1　　
  - 一般：2

### 本線料金所（武雄方面）
- ブース数：3
  - ETC専用：1　　
  - 一般：2

## 道路
- E35 西九州自動車道（3番）

## 接続する道路
- 国道35号

## 周辺
- ホテル蘭
- 三川内小学校
- 三川内中学校

## 隣
E35 西九州自動車道（武雄佐世保道路）
(4)佐世保大塔IC - (3) 佐世保三川内IC/料金所 - (2) 波佐見有田IC